# Penna Sant'Andrea
Penna Sant'Andrea est une commune italienne d'environ 1 800 habitants située dans la province de Teramo, dans la région Abruzzes, en Italie méridionale.

## Administration
| Période                                  | Période  | Identité             | Étiquette       | Qualité |
| ---------------------------------------- | -------- | -------------------- | --------------- | ------- |
| 28 mai 2002                              | En cours | Berardino Della Noce | Centro-Sinistra |         |
| Les données manquantes sont à compléter. |          |                      |                 |         |

### Hameaux
Val Vomano, Mortola.

### Communes limitrophes
Basciano, Castel Castagna, Cermignano, Teramo.